# Den hemliga trädgården

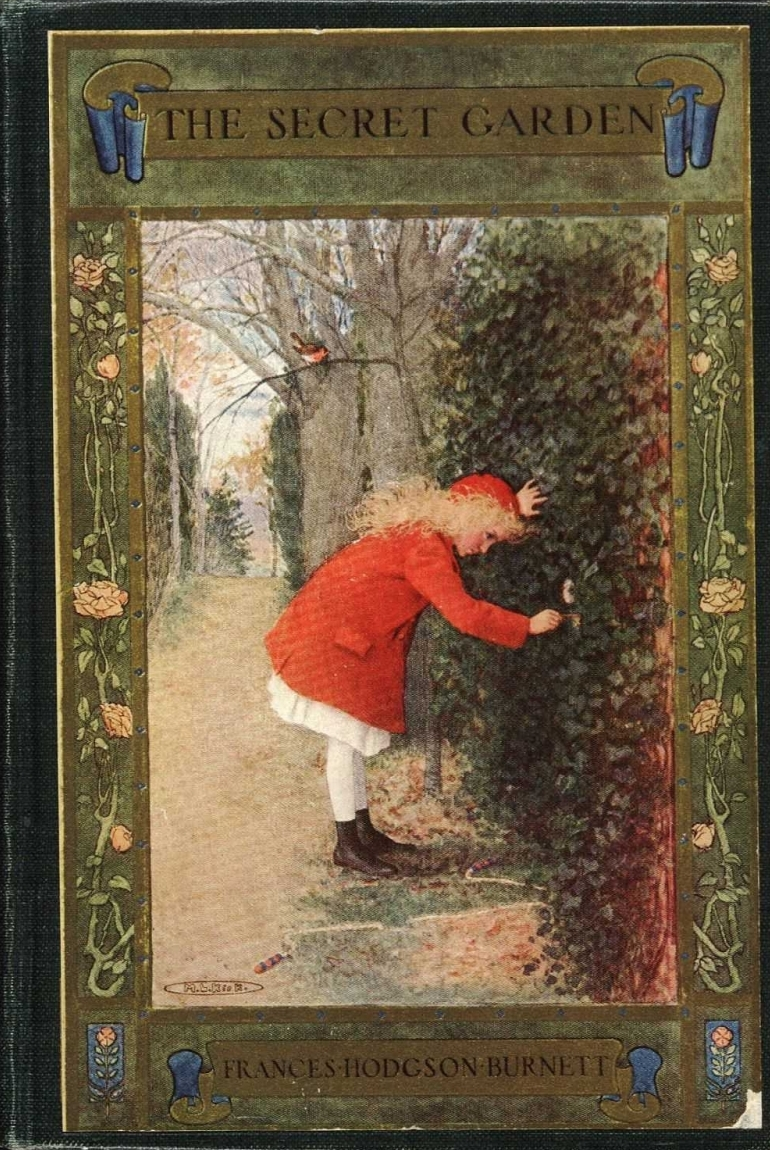
Omslag till utgåvan från 1911.

Den hemliga trädgården (originaltitel: The Secret Garden) är en barn- och ungdomsbok skriven 1909 av Frances Hodgson Burnett. Boken publicerades ursprungligen som följetong år 1910 och året därpå publicerades verket i sin helhet. 

## Handling
Boken handlar om flickan Mary Lennox som efter att ha förlorat sina föräldrar i en koleraepidemi i Indien skickas till England, där hennes okände, mystiske och ständigt bortreste ingifte farbror äger ett gods i en ödsligt trakt. Det gamla godset styrs av Mrs. Medlock, som ogillar Mary. Mary försöker anpassa sig till sitt nya liv och snart blir hon vän med husjungfrun Martha, djurtjusaren Dickon och den buttre gamle trädgårdsmästaren Ben Weatherstaff. 
Snart börjar Mary leta efter en hemlig trädgård som hon hört ska finnas någonstans i närheten av godset, en trädgård som ingen besökt på tio år. Godset ruvar på fler hemligheter och även om Mrs. Medlock och Martha nekar till det så är Mary övertygad om att hon ibland hör någon gråta där inne, och Mary bestämmer sig till slut för att försöka ta reda på vem det är.

## Filmatiseringar och uppsättningar
Boken har filmatiserats flera gånger, första gången år 1919 som The Secret Garden, denna film anses dock vara förlorad. 
År 1949 filmatiserade MGM berättelsen igen, som Den stängda trädgården, med Margaret O'Brien som Mary, Dean Stockwell som Colin och Brian Roper som Dickon. 
Hallmark Hall of Fame gjorde 1987 TV-filmen Den hemliga trädgården, med Gennie James som Mary, Barret Oliver som Dickon och Jadrien Steele som Colin. Billie Whitelaw spelade Mrs Medlock, Derek Jacobi Archibald Craven och Colin Firth den vuxne Colin Craven. 
År 1993 kom filmen Den hemlighetsfulla trädgården i regi av Agnieszka Holland, vilken blev BAFTA-nominerad.
År 2020 regisserade Marc Munden ytterligare en film med samma titel, där Colin Firth spelar morbrodern. Den är också baserad på boken, men delar har ändrats. Bland annat är handlingen förlagd till 1940-talet. Därför gav författaren Linda Chapman ut boken Den hemliga trädgården i en nyversion som följer filmen snarare än originalupplagan.
Dessutom finns det flera TV-serier baserade på boken. Boken har även transkriberats till musikal med urpremiär på Broadway 1991.